# Dobra Veblena
Dobro Veblena – dobro luksusowe, na które wielkość popytu wzrasta wraz ze wzrostem ceny, co powoduje, że krzywa popytu jest odchylona w górę. Stanowi to wyjątek od prawa popytu, jest z nim sprzeczne. Takie zjawisko nazywane jest efektem (paradoksem) Veblena, bądź efektem prestiżowym. Wyższa cena sprawia, że produkt staje się pożądany jako symbol statusu w praktykach demonstracyjnej konsumpcji i wypoczynku. Przykładem takich dóbr mogą być luksusowe samochody, wina lub dzieła sztuki. W takim przypadku elastyczność cenowa popytu (jeśli we wzorze nie wprowadzono korygującego znaku minus) jest większa od zera. Produkt może być dobrem Veblena, ponieważ jest dobrem pozycyjnym, czyli czymś, co niewiele innych osób może posiadać. Skutkiem efektu Veblena jest to, że obniżenie ceny powoduje zmniejszenie ilości, na którą widoczny jest popyt.

## Historia
Dobra Veblena zostały nazwane na cześć amerykańskiego ekonomisty Thorsteina Veblena (1857-1929), który po raz pierwszy, w 1899 roku zidentyfikował demonstracyjną konsumpcję jako sposób poszukiwania statusu w Teorii klasy próżniaczej.
Thorstein Veblen wychowywał się w stanie Wisconsin, otoczony społecznością norweskich farmerów. Dorastał w czasach przypadających na szybko postępującą industrializację, więc obserwował zmiany zachodzące zarówno w amerykańskim społeczeństwie, jak i na całym świecie. Zawsze starał się izolować od głośnej amerykańskiej kultury, natomiast jego teksty miały charakter prześmiewczy w stosunku do osób majętnych bądź wpływowych pochodzących właśnie stamtąd.
Po ukończeniu Uniwersytetu Yale, powrócił w rodzinne strony i oddał się pisaniu felietonów, które opublikował dopiero będąc w wieku średnim. W swojej najbardziej znanej książce [2] opisał zaobserwowaną konsumpcję “na pokaz” oraz zdefiniował pojęcia takie jak instynkt drapieżcy, który miał kryć się za rywalizacją pomiędzy przemysłowcami. Krytykował marnotrawstwo nowobogackich, którzy utrzymywali się z odziedziczonych fortun lub udziałów w firmach. Zauważył, że w niektórych przypadkach skutkiem ich chęci przypodobania się innym jest nietypowa anomalia. Wzrost cen wybranych dóbr wcale nie powodował spadku wielkości popytu na nie, ale wręcz przeciwnie. Uprzywilejowane osoby, mogące sobie pozwolić na praktykowanie tego typu konsumpcji określił mianem tytułowej klasy próżniaczej.
Jego idee w szerszej perspektywie nigdy nie były doceniane. Gdy w 1925 roku zaproponowano mu stanowisko prezydenta Amerykańskiego Towarzystwa Ekonomicznego, odmówił, tym samym wybierając żywot pustelnika. Nie dożył Wielkiego Kryzysu, który rozpoczął się w roku 1929, ponieważ zmarł w swojej chatce w Kalifornii na kilka miesięcy przed jego nadejściem.

## Powiązane pojęcia
Efekt Veblena należy do rodziny teoretycznych anomalii w ogólnym prawie popytu w mikroekonomii. Z efektem powiązane są inne efekty:
● Efekt snoba: wyraża preferencję dla towarów, które różnią się od tych powszechnie pożądanych; innymi słowy, konsumenci, którzy chcą korzystać z ekskluzywnych produktów na wyłączność, ograniczają zakup dóbr lub całkowite rezygnują z ich nabywania, gdy są one chętnie nabywane przez inne gospodarstwa domowe.
● Powszechne prawo równowagi biznesowej (ang. The common law of business balance): zapłacenie niskiej ceny na pewno nie zagwarantuje, że kupujący otrzyma dobro o wysokiej jakości, innymi słowy „dostajesz to, za co płacisz”.
● “Błędna ręka” (ang. The hot-hand fallacy): nabywcy akcji mogą być ofiarami błędnego przekonania, że poprzednie podwyżki cen sugerują wzrost cen w przyszłości. Innym powodem zakupu akcji o wysokich cenach może być fakt, że wysoka cena zażądana przez poprzednich nabywców jest dowodem jakości emisji, lub odwrotnie, że niska cena może być dowodem na problemy z rentownością.
Czasami wartość dobra rośnie wraz ze wzrostem liczby nabywców lub użytkowników. Nazywa się to efektem silniejszego, gdy zależy to od psychologii zakupu produktu, ponieważ wydaje się on popularny, lub efektem sieci, gdy duża liczba nabywców lub użytkowników sama zwiększa wartość towaru. Na przykład gdy liczba osób posiadających telefon lub konto na Facebooku wzrasta, wzrasta wartość posiadania telefonu lub konta na Facebooku, ponieważ jeden użytkownik może dotrzeć do większej liczby osób. Żaden z tych efektów nie sugeruje jednak, że przy danym poziomie nasycenia, podniesienie ceny zwiększyłoby wielkość popytu.
Niektóre z tych efektów zostały omówione w artykule ekonomisty Harveya Leibensteina z 1950 roku.
Wpływ na popyt zależy od zakresu innych dostępnych towarów, ich cen oraz tego, czy pełnią one rolę substytutów. Efekty te są anomaliami w teorii popytu, ponieważ teoria ta zazwyczaj zakłada, że preferencje są niezależne od ceny lub liczby sprzedawanych jednostek. Dlatego anomalie te są też czasem zbiorowo określane jako efekty interakcji.
Efekty interakcji są innego rodzaju anomalią niż np. ta występująca w przypadku dóbr Giffena. Według teorii dóbr Giffena obserwowany wzrost popytu następuje wraz ze wzrostem cen, ale efekt ten powstaje bez interakcji między ceną a preferencjami – wynika on ze wzajemnego oddziaływania efektu dochodowego i efektu substytucyjnego w wyniku zmiany ceny.